# Mastrus sugiharai
Mastrus sugiharai là một loài tò vò trong họ Ichneumonidae.